# 谷田ラナ
谷田 ラナ（たにだ ラナ、2008年3月16日 - ）は、日本のタレント、女優。

## 経歴
三重県出身。愛称はらーなん。「ミスセブンティーン2020」ファイナリスト。
「Popteen」専属モデル。
TikTokとInstagramのフォロワー総数が50万人を超え、同年代の若者から多くの支持を集める。
2022年に日本テレビ Zドラマ「卒業式に、神谷詩子がいない」に出演。2023年、「Popteen」専属モデル。
ABEMAの高校生による青春恋愛番組「今日、好きになりました。」に出演し、松本一彩とカップルに。遠距離恋愛だったこともあり2024年7月11日、それぞれのInstagramストーリーズを更新し、破局を報告。リスと葡萄（リズメディア）所属。

## 人物
- 父はブラジル、母は日本出身。
- 趣味は落書き、映画鑑賞、TikTokを撮ること[13]、メイクすること、メイク動画を観ること

## 出演

### 映画
- 銀平町シネマブルース（主演は小出恵介）　二ノ宮ハル 役[14]

### テレビ・Web番組
- 2024年4月：ABEMA「今日好きになりました。ニャチャン編」[15]

### バラエティ
- 2024年3月：テレビ朝日「ファッションモンスター 」[16]
- 2024年7月 - 2025年3月：日本テレビ「超無敵クラス」[17][18]
- 2024年8月 - ：TBS「サンデージャポン」[19]（不定期出演）

### ドラマ
- 2021年5月：smash. オリジナルドラマシリーズ「呼び出す」美晴 役
- 2022年2月：日本テレビ「卒業式に、神谷詩子がいない」神谷華子 役[20][21]

### 舞台
- 2023年6月：「まんが日本昔ばなし 舞台版『伝説・桃太郎～鬼の絆～』」妖っ子　カスミ役
- 2024年10月：「xxxになれなくて」[22]

### 広告・CM
- 2023年10月：「GU」2023 Winterのスチール広告[23]

### ミュージックビデオ
- GENERATIONS from EXILE TRIBE「MY GENERATION (Lyric Video)」（2025年）

### イベント
- ミュゼプラチナムPresents OKINAWA COLLECTION 2024[24]
- 超十代 -ULTRA TEENS FES- 2024@TOKYO （渋谷ヒカリエホール）
- 2023年6月：TGC teen ICHINOSEKI 2024（一関ヒロセユードーム）[25][26][27]